# Jaborandi (kommun i Brasilien, São Paulo)
Jaborandi är en kommun i Brasilien.   Den ligger i delstaten São Paulo, i den sydöstra delen av landet, 500 km söder om huvudstaden Brasília. Antalet invånare är 6 592. Arean är 274 kvadratkilometer.
Terrängen i Jaborandi är platt.
Trakten runt Jaborandi består till största delen av jordbruksmark. Runt Jaborandi är det ganska glesbefolkat, med 38 invånare per kvadratkilometer.